# Гудини и Дойл
«Гуди́ни и Дойл» (англ. Houdini and Doyle) — британо-канадский телесериал, который основан на дружбе между Гарри Гудини и сэром Артуром Конаном Дойлом. Десятисерийный первый сезон был заказан телеканалом Fox в США, ITV в Великобритании и Global в Канаде. Пилотный эпизод был написан соавторами Дэвидом Хоселтоном и Дэвидом Титчером. Премьера шоу состоялась на телеканале ITV 13 марта 2016 года.
3 августа 2016 года Fox закрыл сериал после одного сезона.

## Сюжет
Гарри Гудини — скептик, который не верит ни во что, если не может увидеть это собственными глазами. Доктор Артур Конан Дойл — верующий, который хочет доказать, что сверхъестественное существует. Действие сериала начинается в 1901 году в Лондоне вскоре после публикации Дойлом «Англо-Бурской войны». Гудини и Дойл оказываются вовлечены в расследование нескольких загадочных смертей. Они спорят о том, являются ли обстоятельства этих преступлений естественными или сверхъестественными, что часто становится причиной конфуза констебля Стрэттон, которая также расследует это дело.

## В ролях
- Майкл Уэстон — Гарри Гудини[3][5][6]
- Стивен Мэнгэн — Артур Конан Дойл[5][6]
- Ребекка Лиддьярд[англ.] — Аделаида Стрэттон[5][6]
- Эмили Кэри — Мэри Конан Дойл[6][7]
- Ной Жупе — Кингсли Конан Дойл[6][8]
- Тим Макиннерни — Гораций Мерринг[3][6]
- Адам Нагаитис — Джордж Гаджетт[6]
- Дайана Куик[англ.] — Сесилия Вайсс[9]
- Питер Аутербридж — Томас Эдисон
- Марк Кэвен — Шерлок Холмс
- Эвен Бремнер — Шерлок Холмс
- Шейн Крехан — Клод Дебюсси

## Производство
Некоторые отдельные сцены были сняты в центре Ливерпуля.
Сериал был снят на двух площадках студии The Space Project в Манчестере.

## Трансляция
Первым телеканалом, показавшим «Гудини и Дойла», стал британский ITV 13 марта 2016 года. 2 мая 2016 года премьера шоу состоялась на канале Global в Канаде и на канале Fox в Штатах. Сайт Now TV получил права на онлайн-трансляцию сериала 24 июня 2015 года.